# Lercara Friddi
Lercara Friddi (Arkara dî Friddi in siciliano) è un comune italiano di 6 064 abitanti della città metropolitana di Palermo in Sicilia.

## Geografia fisica
Lercara Friddi sorge quasi alle falde di Colle Madore e del suo sito archeologico sicano, tra il vallone del Landro e la vallata di Fiumetorto e del Platani. Si trova sulla direttrice Palermo - Agrigento, ad un'altezza media di 670 metri s.l.m.

## Storia
È stata fondata, nell'ambito delle nuove città istituite dall'amministrazione spagnola del re Filippo per ripopolare i feudi abbandonati, con la licentia populandi del 22 settembre 1595 concessa a Baldassarre Gomez de Amezcua che avendo sposato Francesca Lercaro, figlia di Leonello, ebbe in dote matrimoniale i feudi Friddi, Friddigrandi e Faverchi, dedicati alla produzione di vino e frumento.
Leonello Lercaro era un imprenditore genovese di origine armena venuto in Sicilia nel 1570 in cerca di miglior fortuna, e grazie alla cui intraprendenza sorse l'originario nucleo cittadino. La famiglia di costui era cattolica di rito greco, e in tale fatto si giustifica la presenza a Lercara dell'icona della Madonna di Costantinopoli ritrovata dall'undicenne Oliva Baccarella nel 1807: l'effigie graffita recante la data del 1734 proveniva presumibilmente da una chiesa lercarese che seguiva il rito dei Lercari; andata smarrita per la rovina di detta chiesa, fu ritrovata all'aperto nei pressi di un vicino torrente: la tradizione popolare tramanda come miracoloso quell'evento, da cui trassero origine la festività patronale e la chiesa di Maria Santissima di Costantinopoli (che conserva il graffito, dipinto alla fine del XIX secolo).
Per lungo tempo le maggiori testimonianze urbanistiche di Lercara Friddi furono soprattutto luoghi di culto: dopo la chiesa di San Gregorio_Illuminatore d'Armenia, edificata da Lionello Lercaro tra il 1573 e il 1580 nella zona di via dei Martiri, ci furono la chiesa della Madonna del Rosario, edificata da Baldassarre Gomez de Amezcua tra il 1595 e il 1604 in via Pucci; la chiesa di Sant'Anna, edificata da Francesca Lercaro tra il 1605 e il 1610 nella stessa omonima via; e la chiesa di San Gregorio Traumaturgo, inizialmente edificata da Raffaella Lercaro de Amezcua tra il 1627 e il 1640 e poi riedificata più volte sino ai primi dell'Ottocento, corrispondente alla parte alta di Corso Giulio Sartorio (tutte scomparse nel tempo).
Lo sviluppo iniziale dell'abitato risentì delle gravose condizioni imposte ai coloni, ma trovò impulso nel 1618 con l'arrivo di Francesco Scammacca Gravina, erede della baronia dei Lercaro, che oltre a risiedere nel nascente centro favorì migliorie come nuove strade, bevai e ulteriori chiese. Nel 1708, la baronia di Lercara fu elevata al rango di principato.
Nel libro Della Sicilia Nobile, scritto nel 1754 da Francesco Maria Emanuele Gaetani, "Lercara delli Friddi" risulta "Terra Baronale col mero e misto Impero (…) abitata da 1536 anime, per cui vi sono 483 case (…) sei Chiese".
Nel 1801 il poeta Giovanni Meli cita Lercara Friddi (col toponimo di Alcara de' freddi), in un passaggio delle sue Riflessioni sullo stato presente del Regno di Sicilia intorno all'agricoltura e alla pastorizia: ".…Quei pochi, che restano ne' villaggi, attaccati alle loro famigliole, trovandosi deboli, e mal nutriti, o cadono nella rafanìa (morbo terribile, descritto prima dal cel. Linneo) che fra la debolezza, e contrazione lor toglie l'uso delli ginocchi, e delle gambe o non hanno la forza di resistere alle aeree vicissitudini dell’autunno, od ai rigori dell’inverno, quindi le frequenti epidemie, che spopolano i villaggi, e le campagne; come si è veduto in quest’anno che nella sola Alcara de’ freddi fra lo spazio di pochi mesi ne sono mancati mille, metà morti e metà fuggiti per la miseria, ed i debiti. Ed oh la gran perdita, che è questa per lo Stato!…"
Con la Costituzione siciliana del 1812 e l'abrogazione della feudalità, a Lercara Friddi viene anche attribuito titolo di "Libera Università".
Fu la scoperta dello zolfo a cambiare le sorti del paese, rendendolo un importante centro minerario, l'unico in provincia di Palermo, per l'estrazione e la lavorazione dello zolfo siciliano, incentivandone la crescita a partire dal 1828. Lo sviluppo portò a un boom demografico senza precedenti.

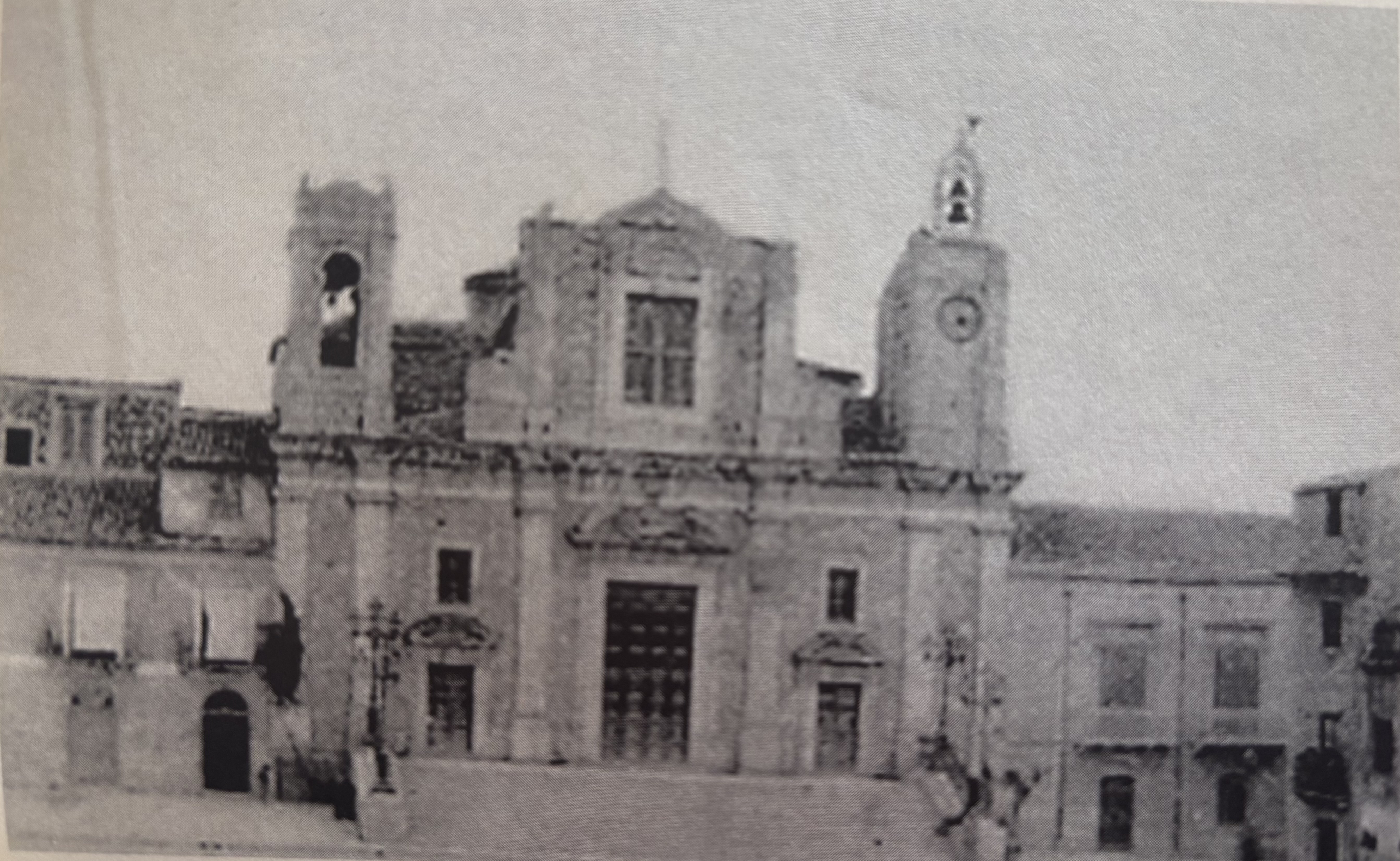
La chiesa madre prima della sua ristrutturazione, 1910

Tuttavia, dopo l'Unità d'Italia le condizioni di gran parte della popolazione del Mezzogiorno (e in particolare della Sicilia), restavano ancora ampiamente insoddisfacenti. La questione meridionale vide l'impennata del brigantaggio che nel 1863 e nel 1876 interessò anche due membri dei Rose-Gardner, rapiti e liberati dietro pagamento di un riscatto. Nel 1893, anno d'inizio crisi dell'industria dello zolfo, diversi minatori lercaresi lamentarono gravi ritardi dei salari. E durante i Fasci siciliani, Lercara pagò un tributo di undici vittime nella protesta del giorno di Natale.
Il lento declino dell'economia solfifera si associò a drammatiche condizioni di lavoro, in particolare quello minorile e femminile, denunciate da Alfonso Giordano e Jessie White-Mario. Oltre mezzo secolo dopo, fecero loro eco Carlo Levi nel 1951 e il giornalista e poeta Mario Farinella.

## Simboli
Lo stemma del comune si blasona:

## Monumenti e luoghi d'interesse

### Architetture religiose

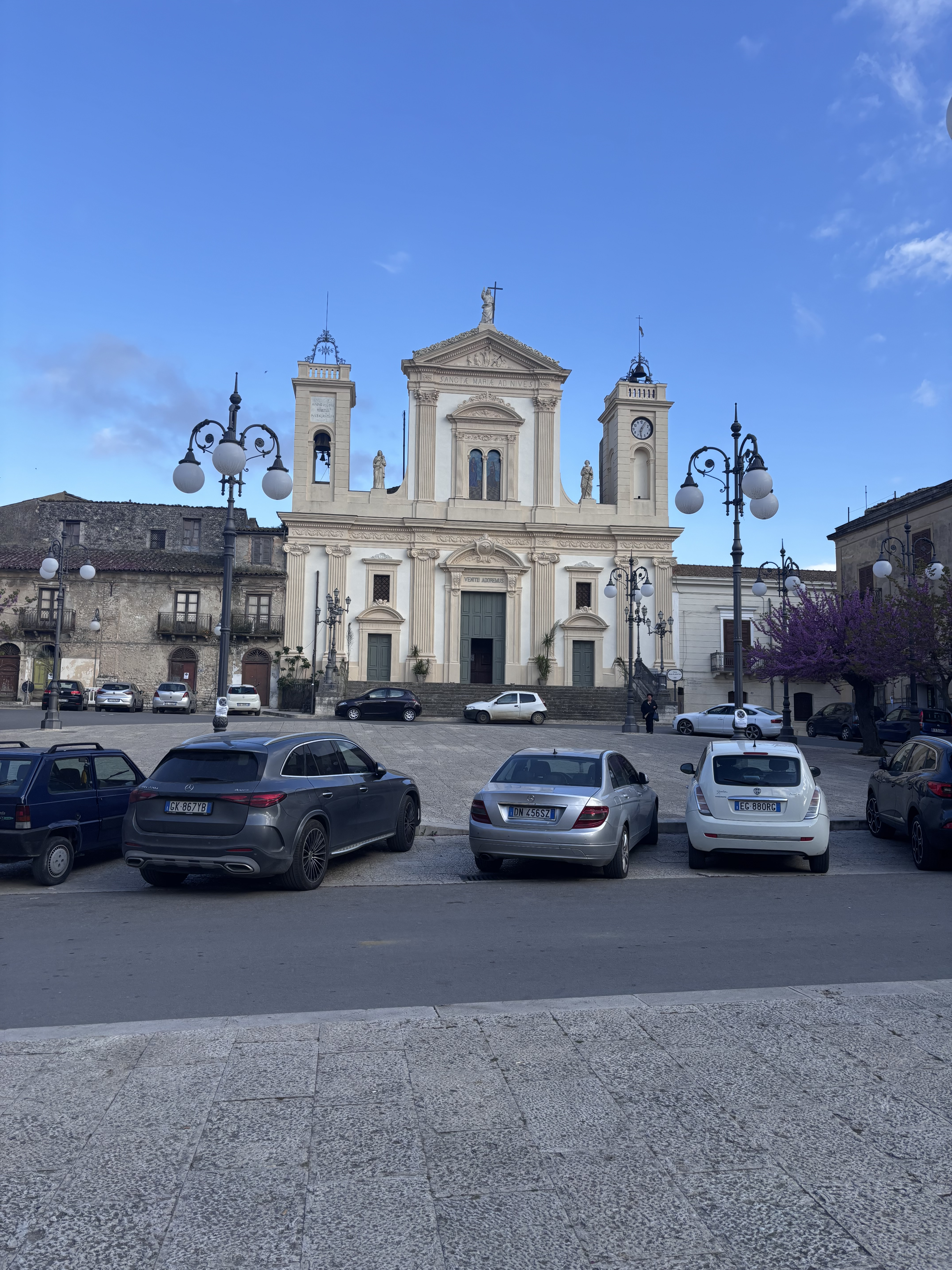
Il Duomo di Maria Santissima della Neve nel 2025

- Duomo di Maria Santissima della Neve o Chiesa Madre (1702-1721)
- Chiesa di Sant'Antonio (XVII secolo)
- Chiesa di San Matteo (fine XVII sec.)
- Chiesa di Santa Rosalia
- Chiesa di Maria Santissima dell'Aiuto (1749)
- Chiesa di San Giuseppe (1756)
- Chiesa di San Francesco Saverio (1800)
- Chiesa di Maria Santissima di Costantinopoli (1840)
- Parrocchia di Sant'Alfonso Maria de' Liguori (costruzione iniziata nel 1854-1858, sospesa nel 1860 e ripresa nel 1924; conclusa nel 1932, ampliata nel 1960, ristrutturata nel 2024)
- Cappella dell'Istituto Suore Cappuccine (XX secolo)
- Altare della Santa Croce (1814)

### Architetture civili
Sul colle Croce, addossato all'abitato, si trovano pregevoli architetture ottocentesche : la Santa Croce e il serbatoio idrico che alimentava le fontanelle pubbliche (la vasca). Meritevoli di attenzione sono i prospetti del Plesso Sartorio e della Matrice per via dello scontro semiotico tra Chiesa cattolica e massoneria locale nel periodo di fine Ottocento-inizio Novecento.
Lercara ospita inoltre il monumento ai Caduti, realizzato nel 1922 dallo scultore Cosmo Sorgi, e diversi monumenti pubblici che, tra i vari, celebrano il ricordo di illustri personalità locali (alcuni sono opera di artisti di pregio del passato come Mario Rutelli, Antonio Ugo e Domenico De Lisi).
Infine, notevoli architetture civili degne di nota sono:
- Palazzo Miceli (XVII sec.)
- Palazzo Palagonia
- Palazzo Riso-Ferrara
- Palazzo Rotolo
- Palazzo Sartorio
- Palazzo Scammacca (XVII sec.)
- Villa Lisetta / Villa Rose-Gardner (1840)

### Siti archeologici
La stagione archeologica si aprì nel 1992 quando il cittadino Antonino Caruso consegnò al comune un gruppo di pregevolissimi reperti, recuperati accidentalmente, provenienti da colle Madore. Su questa altura vicino all'abitato si trovava "il tempio di Afrodite/sepolcro di Minosse" secondo la tesi di Danilo Caruso, studioso che ha anche attribuito delle tele anonime, custodite al Duomo ed in San Matteo, allo Zoppo di Gangi (nome d'arte di due artisti siciliani di fine Cinquecento-inizio Seicento) e al pittore ottocentesco Giuseppe Carta.

## Società

### Evoluzione demografica
Abitanti censiti

## Cultura
La Biblioteca comunale "Giuseppe Mavaro" (insegnante lercarese studioso di letteratura e storia municipale) ospita il "Costume nel pupo", di Vito Giangrasso, e il museo archeologico.

## Amministrazione
Di seguito una tabella relativa alle amministrazioni recentemente succedutesi.
| Periodo          | Periodo          | Primo cittadino                 | Partito                     | Carica              | Note   |
| ---------------- | ---------------- | ------------------------------- | --------------------------- | ------------------- | ------ |
| 21 novembre 1988 | 4 giugno 1990    | Salvatore Cangialosi            | Democrazia Cristiana        | Sindaco             | [ 17 ] |
| 17 novembre 1990 | 8 maggio 1991    | Rosario Lo Bue                  | Democrazia Cristiana        | Sindaco             | [ 17 ] |
| 23 luglio 1991   | 28 luglio 1991   | Francesco Gioacchino Giacovelli |                             | Sindaco             | [ 17 ] |
| 1º agosto 1991   | 14 novembre 1991 | Biagio Antonio Favarò           | Democrazia Cristiana        | Sindaco             | [ 17 ] |
| 14 novembre 1991 | 14 maggio 1993   | Michelangelo Castronovo         | Partito Socialista Italiano | Sindaco             | [ 17 ] |
| 14 maggio 1993   | 23 novembre 1993 | Giovanbattista Leone            |                             | Comm. straordinario | [ 17 ] |
| 23 novembre 1993 | 11 dicembre 1997 | Biagio Favarò                   | -                           | Sindaco             | [ 17 ] |
| 11 dicembre 1997 | 25 maggio 1998   | Pietro Tramuto                  |                             | Comm. straordinario | [ 17 ] |
| 25 maggio 1998   | 27 maggio 2003   | Giuseppe Pasquale Ferrara       | lista civica                | Sindaco             | [ 17 ] |
| 27 maggio 2003   | 17 giugno 2008   | Gaetano Licata                  | lista civica                | Sindaco             | [ 17 ] |
| 17 giugno 2008   | 11 giugno 2013   | Gaetano Licata                  | lista civica                | Sindaco             | [ 17 ] |
| 11 giugno 2013   | 10 giugno 2018   | Giuseppe Pasquale Ferrara       | lista civica                | Sindaco             | [ 17 ] |
| 10 giugno 2018   | in carica        | Luciano Marino                  | DC - lista civica           | Sindaco             | [ 17 ] |